# Gunnar Svensson (fotbollsspelare)
Gunnar Svensson, född 11 september 1918, död 18 september 2007, var en svensk fotbollsspelare. Han spelade i Kalmar FFs A-lag mellan 1937 och 1953, där han var lagkapten från slutet av 1930-talet till dess att han avslutade karriären. 

## Vid sidan av planen
I det civila verkade Svensson under hela sitt yrkesliv som typograf vid Appeltofts Accidenstryckeri i Kalmar. Där var hans chef Adolf Angner, även han en gammal storspelare i Kalmar FF. 

## Karriär
Svensson spelade som ung i klubbarna Malmens BK och Heijockskamraterna. År 1932 gick Svensson till Kalmar FF:s juniorlag på inrådan från sin morbror Gösta Holm som redan spelade i KFF. 1937 debuterade Svensson i A-laget i dåvarande Division III. Svensson spelade till en början som högerback, men gick över till att vara centerhalv. Han var även lagkapten i föreningen. 1953 avslutade Svensson sin fotbollskarriär. Totalt gjorde Svensson 412 matcher och 121 mål för KFFs A-lag. 
På 1960-talet var Svensson B-lags och ungdomstränare i Kalmar FF. 